# Ludwig Danzer
Ludwig Danzer (15 novembre 1927 - 3 décembre 2011) est un géomètre allemand travaillant en géométrie discrète. 

## Biographie
Il est un élève de Hanfried Lenz, commençant sa carrière en 1960 avec une thèse sur "Lagerungsprobleme".
Le nom de Danzer est popularisé dans les concepts d'ensemble de Danzer, un ensemble de points qui touche tous les grands ensembles convexes, et le cube de Danzer, un exemple de triangulation non shellable du cube. C'est un exemple de complexe de pouvoir, étudié par Danzer dans les années 1980. Le cube de Danzer est l'exemple 8.9 du livre "Lectures on Polytopes" de GM Ziegler.
Danzer trouve également de nombreux nouveaux pavages.
Ludwig Danzer travaille à l'Université technique de Dortmund et est décédé le 3 décembre 2011 après une longue maladie.